# Dans van dorpelingen en mythische figuren
Dans van dorpelingen en mythische figuren of Boerendans is een schilderij van Rubens uit 1635.

## Ontstaan
Hij schilderde het toen hij de zestig naderde. Het werk dateert dus uit de sensuele periode na zijn tweede huwelijk met de veel jongere Hélène Fourment. Ondanks acute jicht lijkt Rubens te kiezen voor levensvreugde.
De Boerendans vertoont overeenkomsten met de Kermis en enkele andere werken uit dezelfde periode:

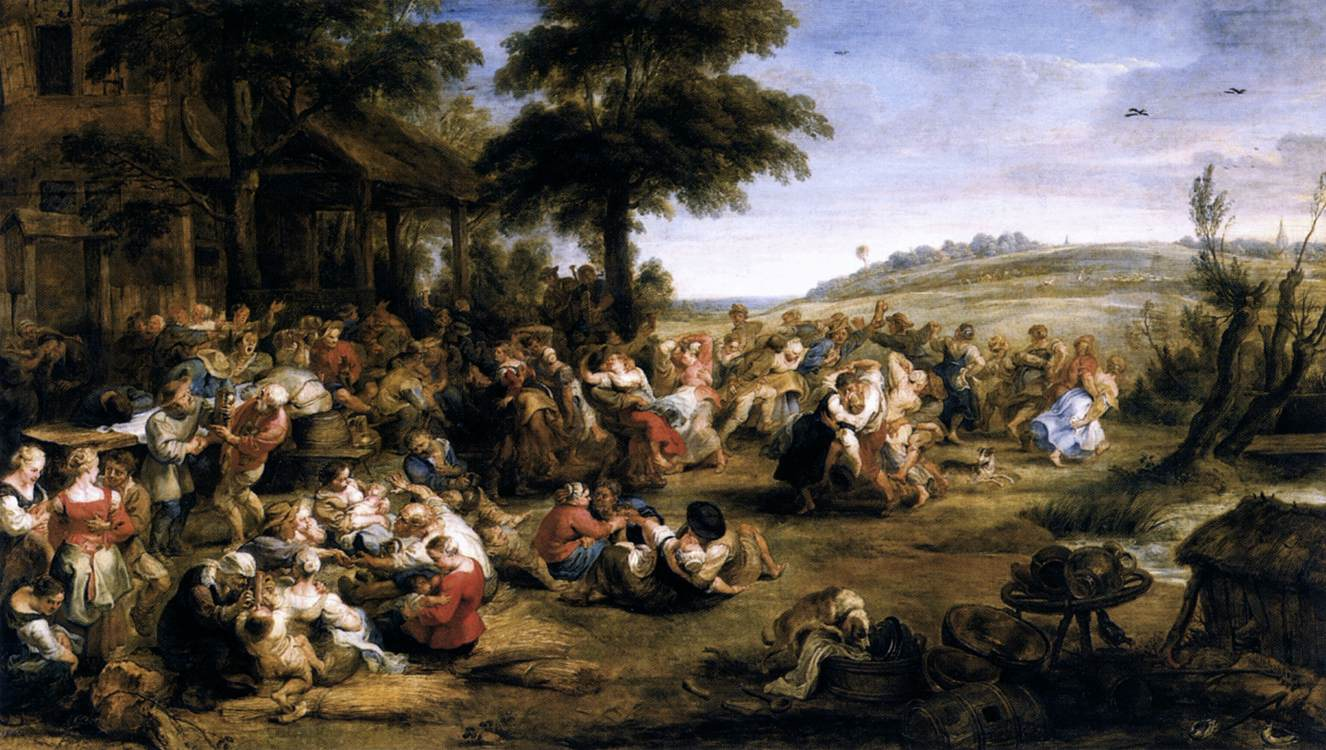
Vlaamse kermis
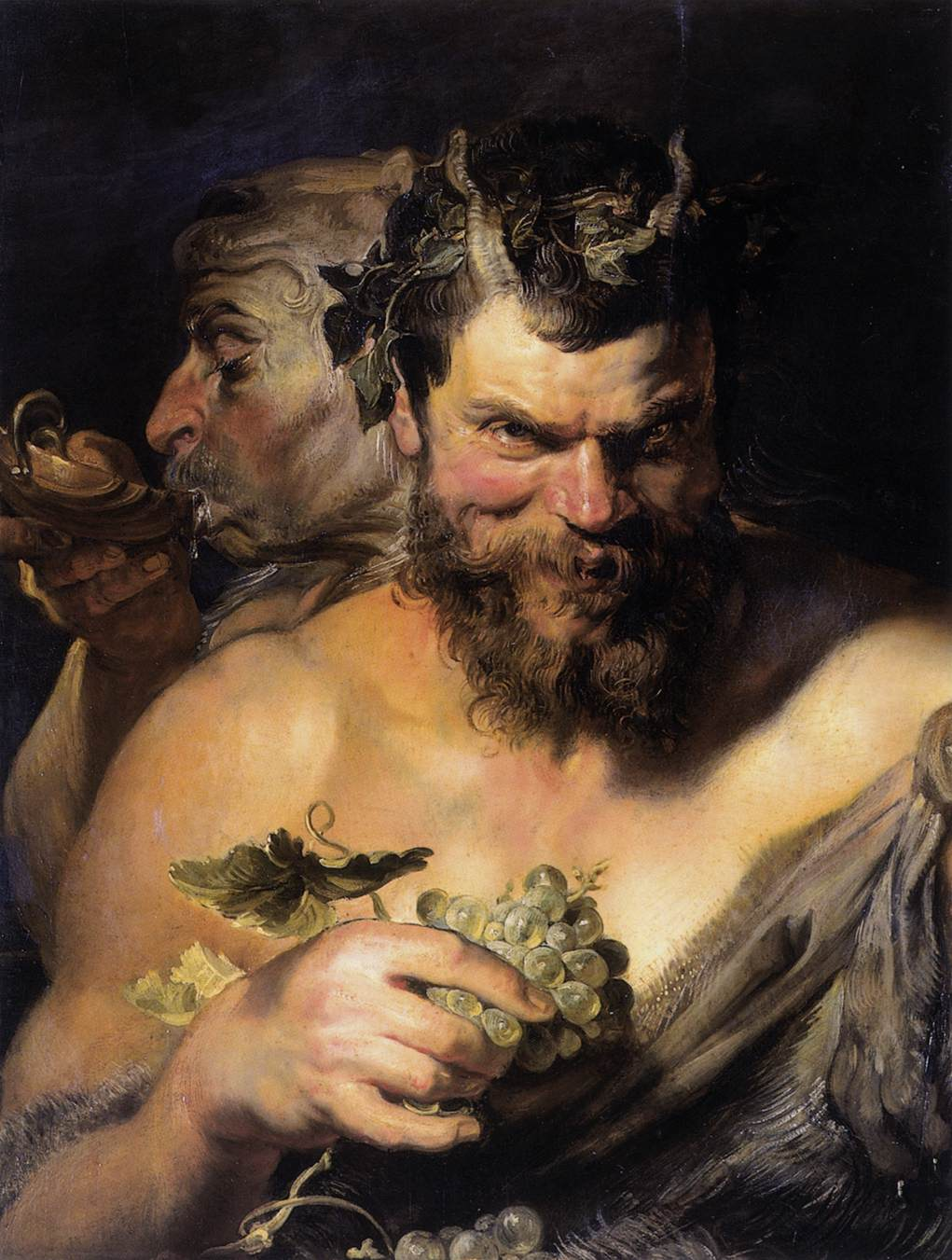
Twee saters
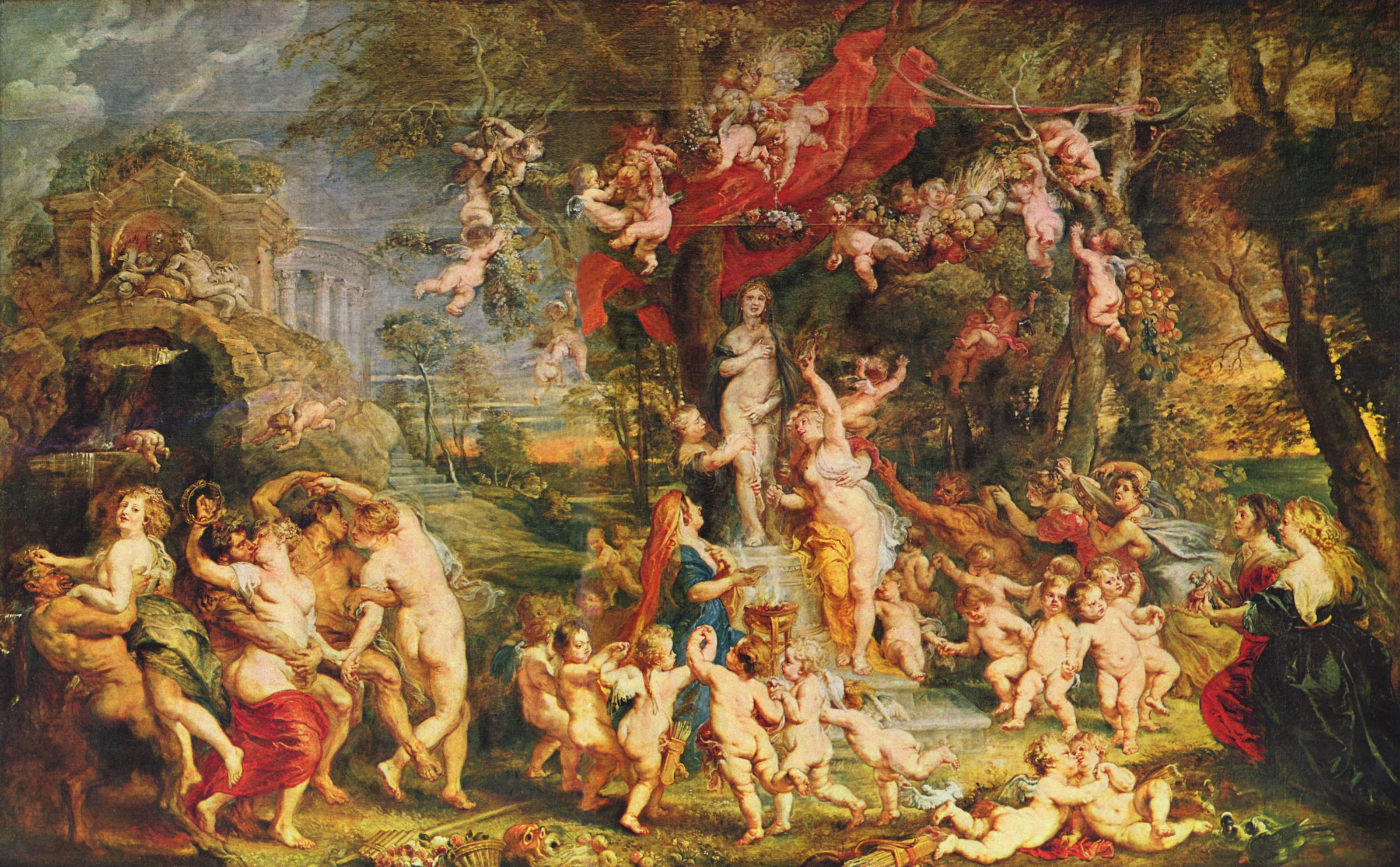
Venusfeest

Thematisch bouwde Rubens verder op Bruegels gelijknamige werk, maar ook op bacchantische taferelen die Titiaan en Poussin rond die tijd produceerden.

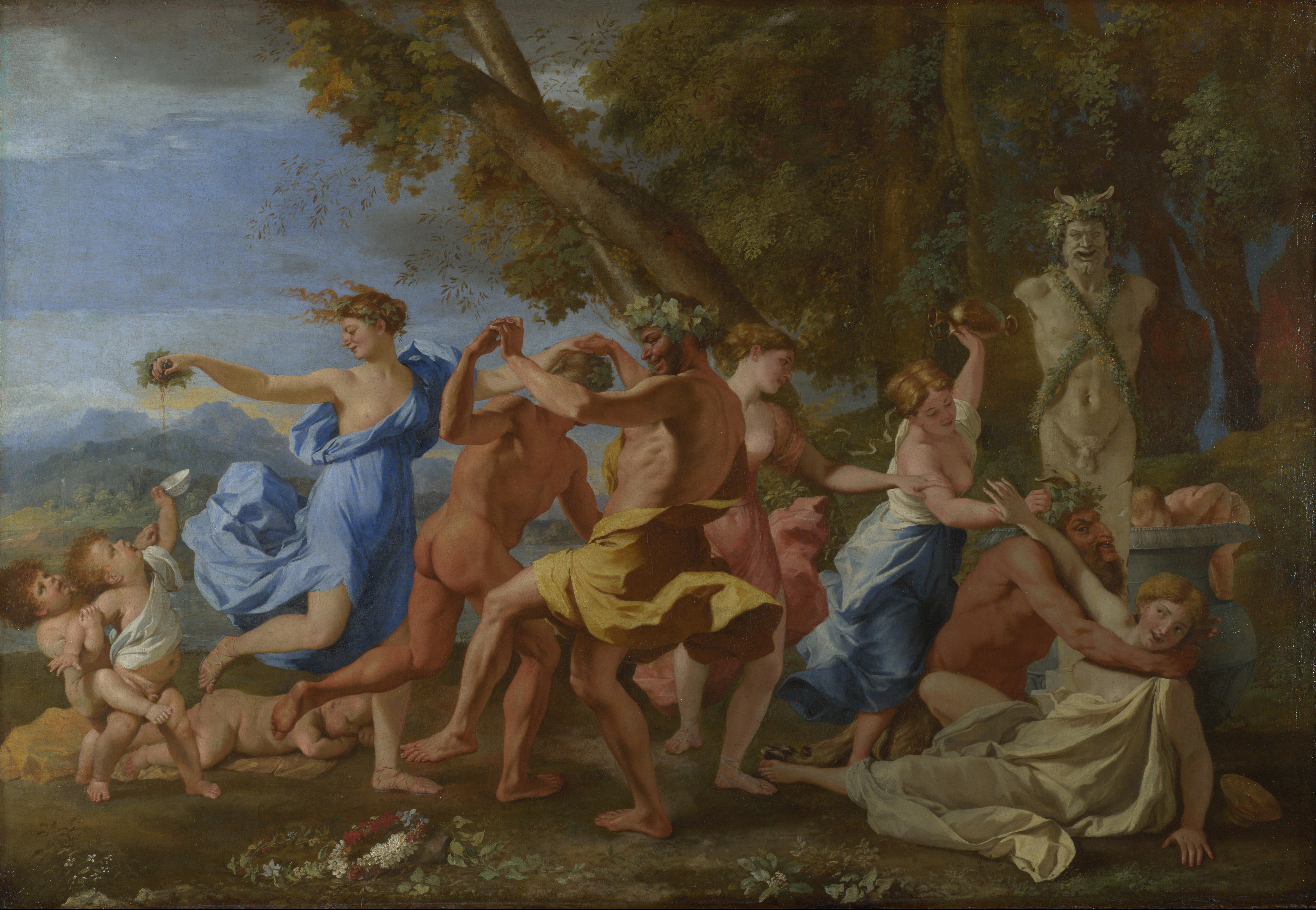
Bacchanaal voor een standbeeld van Pan (Nicolas Poussin, 1632-33)

## Beschrijving
Het schilderij toont een wilde rondedans van dorpelingen die elkaar uitgelaten bij de hand houden, waarbij sommigen met hun halsdoeken een tunnel vormen en anderen eronderdoor duiken. Enkele mannen in de farandole hebben belletjes om hun been gebonden. Achter de dansers hangt een fluitist in een boom. Vanuit zijn centrale positie brengt hij de dansers in beweging. Het zonnige landschap en de Palladiaanse villa roepen een Italiaanse setting op.
De derde figuur van rechts draagt een luipaardenvel en een klimopkroon, traditionele attributen van Bacchus. Eveneens gebruikelijk is dat hij vergezeld wordt door saters: het personage met ontblote borst en klimopkroon dat een kus probeert te stelen. De mythische figuren lijken te zijn afgedaald om met de stervelingen plezier te maken. De scène is eerder genrestuk dan bacchanaal. Levendige kleuren tonen dat het er vrolijk aan toe gaat. Ze zijn zonder scherpe contouren aangebracht. De dynamische compositie wordt versterkt door de twee honden die mee springen in de dansrichting.

## Invloed
Hoewel Rubens het schilderij bij zich hield, werd de compositie nog tijdens zijn leven verspreid. Schelte à Bolswert maakte er een prent van rond 1638 en enige tijd later maakte Brusselaar Leo van Heil een eigen interpretatie. De Fries Johannes Hilarides parodieerde het werk door de dansers in apen te veranderen (ca. 1700).

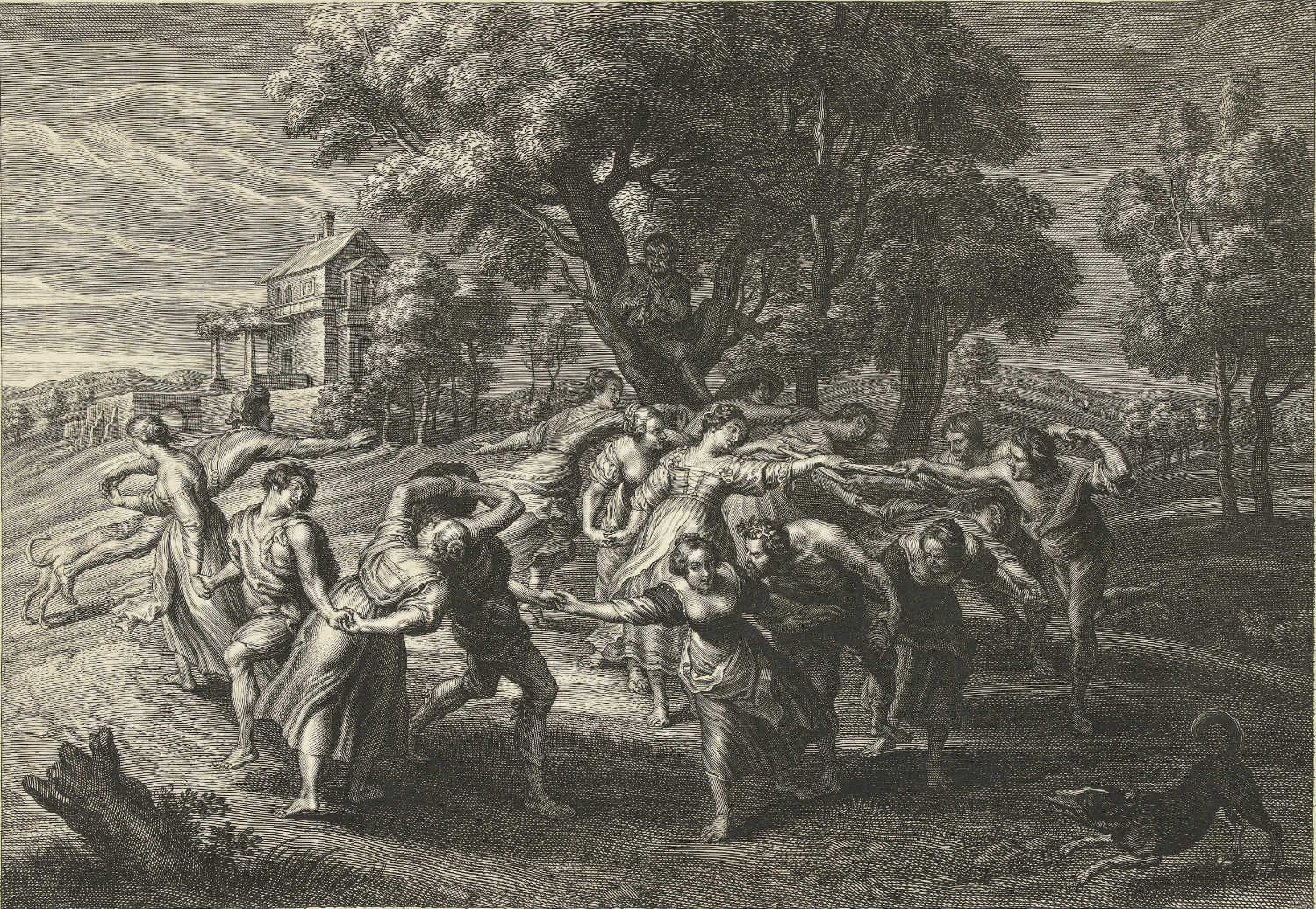
Gravure door Schelte à Bolswert
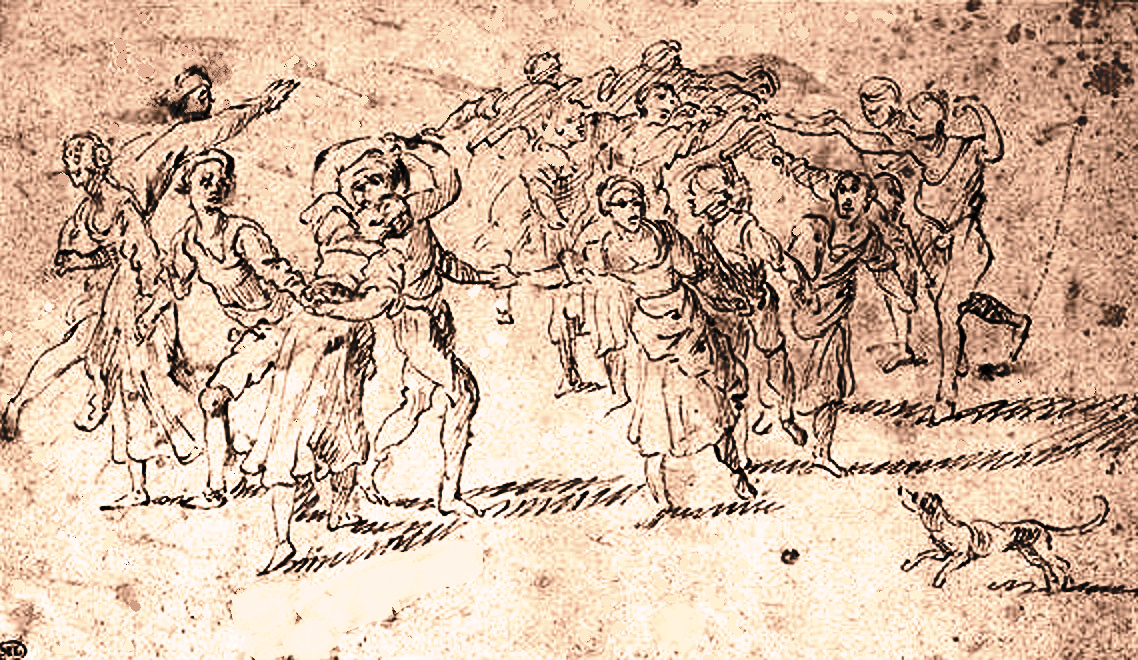
Anonieme kopie, Louvre
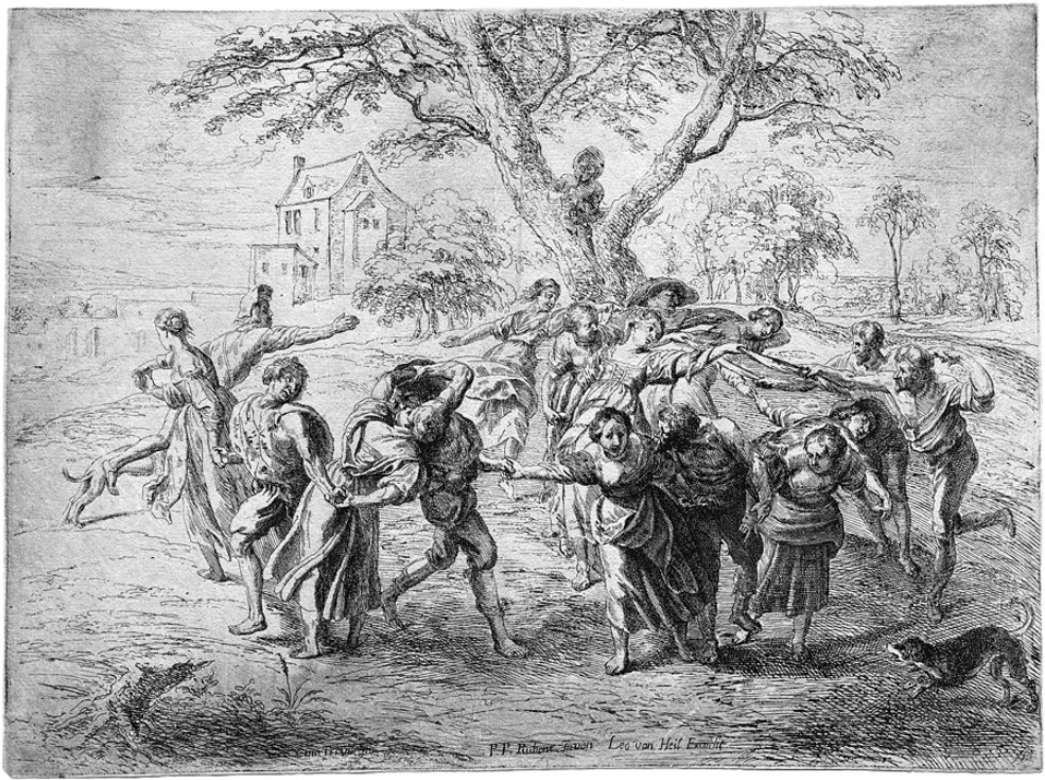
Gravure door Leo van Heil
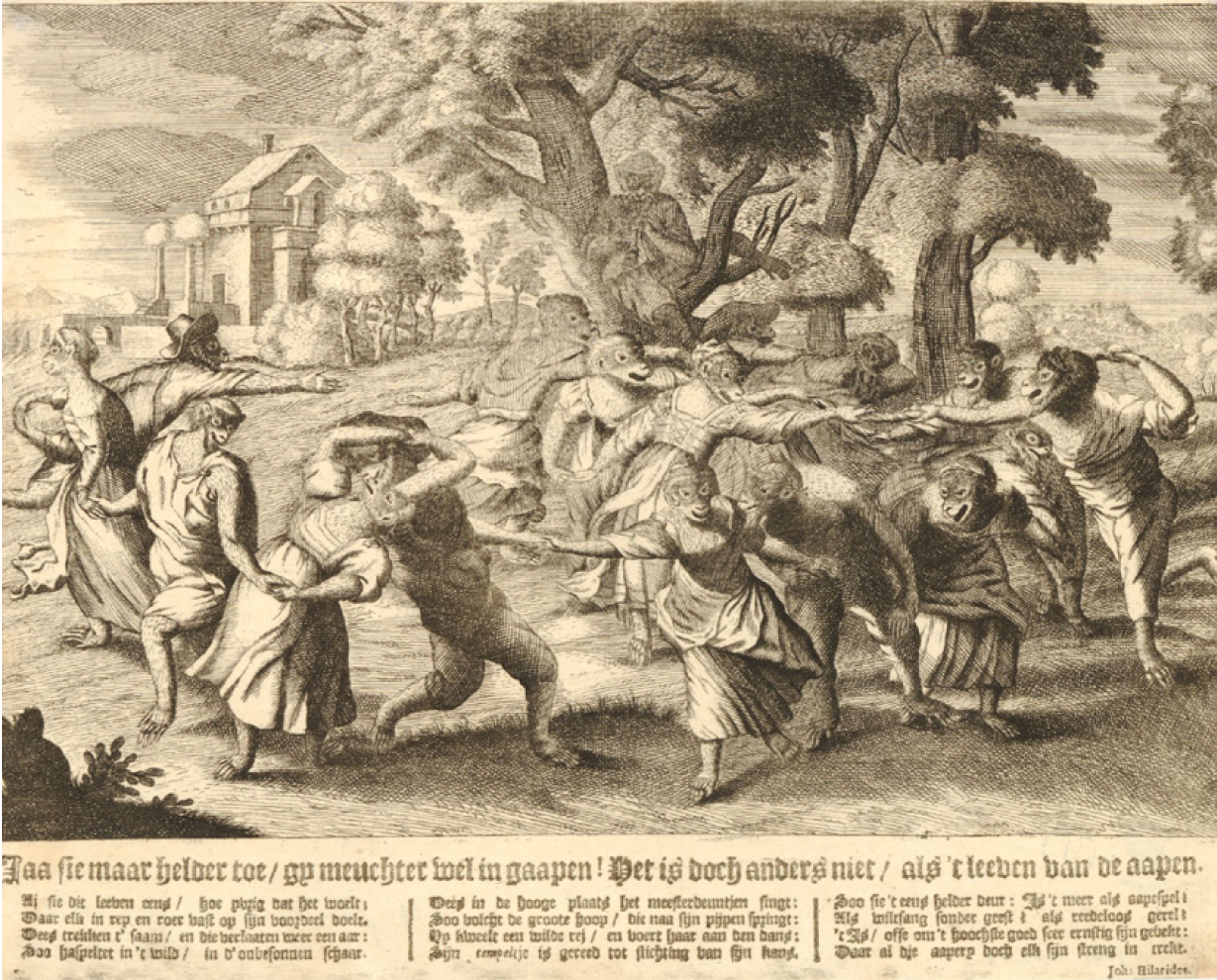
Apenparodie door Johannes Hilarides

## Bezit
De Boerendans is vermeld in de inventaris van schilderijen die zich in het Rubenshuis bevonden bij zijn dood in 1640 (nr. 103 - Vne danse des paysans Italiens). De Spaanse koning Filips IV zond zijn ambassadeur Francisco de Rochas naar Antwerpen om schilderijen te verwerven uit de nalatenschap. Voor de Boerendans betaalde hij 800 florijnen. De koning hing hem in de zomereetplaats van zijn Madrileense Alcázar. Nadien belandde het schilderij in het Prado.